# Lista de presidentes de São Tomé e Príncipe
O Presidente de São Tomé e Príncipe é o chefe de estado de São Tomé e Príncipe. É o mais alto cargo do país.
Seu primeiro ocupante assumiu em 1975, quando da independência da nação em relação a Portugal.

## Lista de presidentes[3]
O país sofreu com ditaduras até a redemocratização em 1990, estabelecendo mandatos de 5 anos, com possibilidade de reeleição.
| Nº  | Presidente | Presidente                                   | Mandato               | Mandato                       | Tempo no cargo     | Eleição | Partido      |
| --- | ---------- | -------------------------------------------- | --------------------- | ----------------------------- | ------------------ | ------- | ------------ |
| 1   |            | Manuel Pinto da Costa (1937–)                | 12 de julho de 1975   | 4 de março de 1991            | 15 anos e 235 dias | -       | MLSTP-PSD    |
| –   |            | Leonel Mário d'Alva (1935–)                  | 4 de março de 1991    | 3 de abril de 1991            | 30 dias            | -       | PCD          |
| 2   |            | Miguel Trovoada (1936–)                      | 3 de abril de 1991    | 15 de agosto de 1995(Deposto) | 4 anos e 134 dias  | 1991    | ADI          |
| -   |            | TenenteManuel Quintas de Almeida (1957–2006) | 15 de agosto de 1995  | 21 de agosto de 1995          | 8 dias             | -       | Militar      |
| (2) |            | Miguel Trovoada (1936–)                      | 21 de agosto de 1995  | 3 de setembro de 2001         | 6 anos e 19 dias   | 1996    | ADI          |
| 3   |            | Fradique de Menezes (1942–)                  | 3 de setembro de 2001 | 16 de julho de 2003(Deposto)  | 1 ano e 316 dias   | 2001    | MDFM-PL      |
| -   |            | MajorFernando Pereira (1963–)                | 16 de julho de 2003   | 23 de julho de 2003           | 7 dias             | -       | Militar      |
| (3) |            | Fradique de Menezes (1942–)                  | 23 de julho de 2003   | 3 de setembro de 2011         | 8 anos e 42 dias   | 2006    | MDFM-PL      |
| 4   |            | Manuel Pinto da Costa (1937–)                | 3 de setembro de 2011 | 3 de setembro de 2016         | (5 anos)           | 2011    | Independente |
| 5   |            | Evaristo Carvalho (1942–2022)                | 3 de setembro de 2016 | 2 de outubro de 2021          | 8 anos e 198 dias  | 2016    | ADI          |
| 6   |            | Carlos Vila Nova (1959–)                     | 2 de outubro de 2021  | Presente                      | 3 anos e 169 dias  | 2021    | ADI          |